# Bradley (Illinois)
Bradley is een plaats (village) in de Amerikaanse staat Illinois, en valt bestuurlijk gezien onder Kankakee County.

## Demografie
Bij de volkstelling in 2000 werd het aantal inwoners vastgesteld op 12.784.
In 2006 is het aantal inwoners door het United States Census Bureau geschat op 14.201, een stijging van 1417 (11,1%).

## Geografie
Volgens het United States Census Bureau beslaat de plaats een oppervlakte van
9,8 km², geheel bestaande uit land. Bradley ligt op ongeveer 194 m boven zeeniveau.

## Plaatsen in de nabije omgeving
De onderstaande figuur toont nabijgelegen plaatsen in een straal van 16 km rond Bradley.